# Amado Povea
Lázaro Amado Povea Morillo, né le 30 avril 1955 à San Cristóbal, est un footballeur cubain qui évoluait au poste de défenseur.

## Biographie

### En équipe de Cuba
Povea prend part aux championnats de la CONCACAF des moins de 20 ans en 1973 et 1974 avant de faire partie du groupe de joueurs cubains disputant le tournoi de football des Jeux olympiques de 1980 à Moscou. Il participe également aux qualifications pour les Coupes du monde de 1978 (2 matchs joués) et 1982 (9 matchs).
Au niveau régional, il dispute les Jeux panaméricains en 1979 (finaliste), 1983 et 1987 mais c'est à l'occasion des Jeux d'Amérique centrale et des Caraïbes qu'il se distingue en remportant deux médailles d'or en 1978 et 1986.

## Palmarès

### En club
- FC Pinar del Río
  - Champion de Cuba en 1987.
  - Vice-champion en 1981 et 1983.

### En équipe nationale
- Cuba
  - Vainqueur des Jeux d'Amérique centrale et des Caraïbes en 1978 et 1986[2].
  - Finaliste des Jeux panaméricains en 1979[2].

- Cuba -20 ans
  - Finaliste du championnat de la CONCACAF des moins de 20 ans en 1974.